# Reginald Green
Reginald Green (28 de março de 1902 — fevereiro de 1973) foi um ator britânico da era do cinema mudo.